# Sahita kumbhaka
Sahita kumbhaka, ook wel bahya abhyantara kumbhaka of tandemademhaling, is een pranayama (ademhalingstechniek) in yoga. Sahita kumbhaka staat onder andere beschreven in de Hatha yoga pradipika, een van de oudste geschriften van hatha yoga.
Deze pranayama wordt ook wel aangeduid met tandem, omdat er tussen de langzame in- en uitademingen ademstops worden ingelast die kumbhaka's worden genoemd. De pranayama wordt eventueel begeleid met de mantra Om aarah. Sahita kumbhaka zou goed zijn voor het verbeteren van de concentratie.
Er kan in verschillende ritmes worden geademd, van langzaam tot nog iets langzamer.
| Mogelijke verhoudingen[3] | Mogelijke verhoudingen[3] | Mogelijke verhoudingen[3] | Mogelijke verhoudingen[3] |
| inademing                 | adempauze                 | uitademing                | adempauze                 |
| ------------------------- | ------------------------- | ------------------------- | ------------------------- |
| 6                         | 3                         | 12                        | 3                         |
| 8                         | 4                         | 16                        | 4                         |
Een mantra is een lettergreep waarvan de geluidstrilling in het causale en astrale universum zou bestaan. Veel yogi's hechten veel waarde aan mantra yoga, gezien de mantra's tot stilte zouden leiden en een meditatieve staat op zouden leveren. Om wordt ook wel de moeder van alle mantra's genoemd of de oerklank van de schepping. Het staat ook symbool voor wijsheid, omdat het de trillingsklank van Sri Brama is. Volgens Bala Sahib, de Radja van Aundh, zouden de mantra's voor veel Westerlingen duister, kinderachtig of niet zinvol lijken. De radja, die bekend is om zijn aandeel in de verspreiding van de Zonnegroet, had echter de mening dat de stembanden evenveel baat bij beweging hebben als de spieren in het lichaam.
volledige ademhaling · middenrifademhaling · flankademhaling · sleutelbeenademhaling · mondademhaling · neusademhaling

abhyantara bahya stambha vritti · activerende ademhaling · agni prasana · anuloma · anuloma viloma · bhastrika · brahmari · chandra bhedana · chatur mukhi · dirgha sukshma · kapalabhati · kevala kumbhaka · kumbhaka · murcha · nadi sodhana · ohm sahita rechaka · plavini · prachhardana · prana apana samyukta · pratiloma · sahita kumbhaka · sama vritti · samanu · sapta vyahrita · sargarbha sahita kumbhaka · sarva dwara baddha · sithali · sitkari · stambha vritti · sukha purvaka · suksama shwasa prashwasa · surya bhedana · tri bandha kumbhaka · ujjayi · vaya viya kumbhaka · viloma · visama vritti